# Friedhelm Strzelczyk
Friedhelm Strzelczyk (* 26. November 1947; † 1. Februar 2008) war ein deutscher Fußballspieler. Der Offensivspieler hat von 1966 bis 1973 in der Fußball-Bundesliga (11/0) sowie in der Fußball-Regionalliga West insgesamt 198 Ligaspiele absolviert und dabei 26 Tore erzielt.

## Laufbahn
Der technisch herausragende Jugendspieler der Sportfreunde Gladbeck debütierte am 7. November 1965 in der Jugendnationalmannschaft des DFB. Beim Länderspiel in Belgrad gegen Jugoslawien wurde er in der zweiten Spielhälfte für den Stuttgarter Karl-Heinz Handschuh eingewechselt. Es folgten drei weitere Einsätze im April gegen die Schweiz, Frankreich und Italien, ehe er im Mai 1966 mit der DFB-Elf am UEFA-Juniorenturnier in Jugoslawien teilnahm. Mit seinen Mannschaftskollegen Norbert Nigbur, Egon Köhnen, David Scheu, Horst Köppel, Karl-Heinz Handschuh, Rainer Budde, Heinz Flohe und Hans-Jürgen Hellfritz scheiterte er in der Gruppenphase an der Konkurrenz aus Spanien, Schottland und der Niederlande. Seinen letzten Einsatz in der Jugendnationalmannschaft hatte er am 29. Juni 1966 beim torlosen 0:0-Remis in Kassel gegen Schweden, wo er mit Heinz Flohe den linken Flügel bildete. Zur Saison 1966/67 bekam der nur mit einem Auge sehende Angreifer einen Vertrag beim süddeutschen Bundesligisten Karlsruher SC.
Neben dem Nachwuchstalent aus Gladbeck kamen noch mit Lars Granström, Christian Müller, Dragoslav Šekularac und Jürgen Weidlandt vier erfahrene Akteure zu den Blau-Weißen vom Wildparkstadion. Bereits am zweiten Spieltag, den 27. August 1966, kam Strzelczyk zu seinem Bundesligadebüt. Vor 36.000 Zuschauern gab es gegen den Hamburger SV ein 1:1-Heimremis. Als Sturmspitzen des KSC waren Horst-Dieter Berking, Christian Müller und Strzelczyk aufgelaufen. Sein Gegenspieler beim HSV war deren rechter Außenverteidiger Helmut Sandmann. Der KSC belegte am Rundenende den 13. Tabellenplatz und das Talent aus Gladbeck hatte elf Spiele absolviert. Der Ex-Kölner Müller bestätigte auch in Karlsruhe seine Torjägerqualitäten und an seiner Seite lief in der Rückrunde Ex-Nationalstürmer Hans Cieslarczyk in der Sturmspitze zu guter Form auf. Trainer Werner Roth setzte daneben auf ein verstärktes Mittelfeld mit vier Spielern und brachte überwiegend Willi Dürrschnabel, Klaus Zaczyk, Horst Wild, Arthur Dobat und Sekularac zum Einsatz. Die Einsatzmöglichkeiten waren somit für Strzelczyk beschränkt, er fand keinen Platz mehr in der KSC-Formation.
Nach einer Saison wurde sein Vertrag beim Karlsruher SC aufgelöst und er schloss sich zur Runde 1967/68 dem in der Regionalliga West spielenden Bayer 04 Leverkusen an. Mit den weiteren Neuzugängen wie Torhüter Hans Benzler und den Feldspielern Klaus Görtz, Karl-Heinz Brücken, Willi Haag und Peter Rübenach versuchten die Verantwortlichen im Ulrich-Haberland-Stadion die Abgänge von Dieter Fern, Karl-Heinz Ripkens, Klaus Germann, Jörg Goldmann, Heinz Reinhard und Horst Wehrle zu kompensieren und einen personellen Umbruch einzuleiten. Trainer Theo Kirchberg startete am 13. August 1967 mit einem 2:1-Heimsieg gegen Viktoria Köln mit Linksaußen Strzelczyk in die Verbandsrunde. Mit 25:9 Punkten und dem Torverhältnis von 33:17 Toren feierte Leverkusen überraschend die Herbstmeisterschaft. Alle Neuzugänge gehörten dem Kreis der Stammbesetzung an, zu der auch noch aus dem alten Stamm die Spieler Leo Wilden, Günter Haarmann, Helmut Röhrig, Fredi Hennecken, Helmut Richert und Friedhelm Renno (Ersatztorhüter) gehörten. Am 27. Januar 1968 zeigte Regionalliga-Tabellenführer Leverkusen im DFB-Pokal gegen den Ersten der Bundesligatabelle, den 1. FC Nürnberg, − 20 Spiele mit 30:10 Punkten – bei der 0:2-Niederlage eine gute Leistung. Die Offensive der Leverkusener mit Helmut Brücken, Helmut Richert, Karl-Heinz Brücken Fredy Hennecken und Strzelczyk konnte sich dabei nicht gegen die „Club“-Defensive mit Roland Wabra, Helmut Hilpert, Fritz Popp, Ludwig Müller, Ferdinand Wenauer und Horst Blankenburg durchsetzen.
Der Dreikampf um die Meisterschaft 1967/68 wurde nach 34 Spieltagen durch das Torverhältnis entschieden. Punktgleich mit jeweils 52:16 Punkten und ein Punkt Vorsprung gegenüber RW Oberhausen entschieden die Rot-Schwarzen aus dem Ulrich-Haberland-Stadion das Titelrennen gegen RW Essen. Strzelczyk hatte in 33 Einsätzen sieben Tore erzielt. In der anschließenden Aufstiegsrunde schlossen sich vier weitere Spiele mit zwei Toren an, darunter der 1:1-Ausgleichstreffer am 22. Mai gegen den späteren Aufsteiger Kickers Offenbach.
In den nächsten fünf Runden konnte sich Leverkusen nicht mehr an der Regionalligaspitze halten, Strzelczyk gehörte aber immer der Stammbesetzung an. In der Saison 1972/73 ereilte Bayer 04 unter Trainer Gero Bisanz der Abstieg. Mit lediglich 12:22 Heimpunkten stieg Leverkusen als 17. in das Amateurlager ab. Das letzte Regionalligaspiel absolvierte Strzelczyk am 13. Mai 1973 beim 4:1-Heimerfolg gegen Alemannia Aachen. Mitspieler waren unter anderem Torhüter Dieter Ferner, die Feldspieler Hans-Werner Marx, Willi Rehbach, Jürgen Papies, Klaus Röhrig, Peter Sichmann und Lothar Richter. Insgesamt absolvierte er von 1967 bis 1973 für Bayer 04 Leverkusen 187 Regionalligaspiele und erzielte dabei 26 Tore.
Der Finanzbeamte spielte danach noch mehrere Jahre beim VfB Bottrop und beim SV Fortuna Bottrop, bei der Fortuna zeigte er nicht nur sein Können auf dem Platz, sondern agierte als Spielertrainer auch an der Seitenlinie. Es folgten noch Stationen als Trainer bei den Sportfreunden Gladbeck und dem SV Zweckel. Günter Dohnau, der über 30 Jahre Sportredakteur bei der Westdeutschen Allgemeinen Zeitung in Bottrop war, sagte über Strzelczyk: „Er lebte für den Fußball und war stets sehr engagiert. Die Jugendlichen hatten alleine daher schon Respekt, weil er ihnen am Ball alles vormachen konnte“.